# Antonio Pérez Balada
Antonio Pérez Balada (Nules, Castellón, 15 de octubre de 1919-ibídem, 7 de marzo de 2016) fue un futbolista español que jugaba en la demarcación de portero.

## Biografía
Debutó como futbolista en 1939 con el CF Nules en un partido de Copa contra el CD Castellón, jugó tanto la ida como la vuelta, y tras sus actuaciones, el CD Castellón le fichó. Jugó en el club durante cuatro temporadas, siempre en la Primera División de España, jugando un total de 82 partidos y 128 goles encajados. Posteriormente pasó a formar parte del Atlético de Madrid, con el que jugó otros tres años. Con el club madrileño ganó la Copa Presidente FEF, además de obtener como mejor resultado en liga un tercer puesto en las temporadas 1946/47 y 1947/48. Finalmente fichó por el Valencia CF, con el que ganó la Copa del Generalísimo de fútbol  de 1949 al Athletic Club, y la Copa Eva Duarte de 1949 al FC Barcelona. Tras estar sus dos últimas temporadas sin jugar un solo partido, se retiró como futbolista en 1953.
Falleció el 7 de marzo de 2016 a los 96 años de edad.

## Clubes
| Club               | País   | Año         | Partidos | Goles encajados |
| ------------------ | ------ | ----------- | -------- | --------------- |
| CF Nules           | España | 1939 - 1940 | 2        | ¿?              |
| CD Castellón       | España | 1940 - 1945 | 82       | 128             |
| Atlético de Madrid | España | 1945 - 1948 | 64       | 108             |
| Valencia CF        | España | 1948 - 1953 | 42       | 68              |

### Campeonatos nacionales
| Título          | Club        | País   | Año  |
| --------------- | ----------- | ------ | ---- |
| Copa del Rey    | Valencia CF | España | 1949 |
| Copa Eva Duarte | Valencia CF | España | 1949 |